# Berkshiria albistylum
Berkshiria albistylum is een vliegensoort uit de familie van de Stratiomyidae. De wetenschappelijke naam van de soort is voor het eerst geldig gepubliceerd in 1914 door Johnson.